# تنظيم المشاعر الشخصية
تنظيم المشاعر الشخصية هو عملية تغيير التجربة العاطفية لشخص واحد أو لشخص آخر من خلال التفاعل الاجتماعي. وهو يشمل كلاً من تنظيم المشاعر الداخلية (المعروف أيضًا باسم التنظيم الانفعالي الذاتي)، والذي من خلاله يحاول المرء تغيير مشاعره عن طريق تجنيد الموارد الاجتماعية، بالإضافة إلى تنظيم المشاعر الخارجية، والذي من خلاله يحاول المرء عن عمد تغيير مسار مشاعر الآخرين.

## تاريخ نشوء هذا المفهوم
ينبع مفهوم تنظيم المشاعر الشخصية من الأبحاث السابقة المرتبطة بالتنظيم الانفعالي الذاتي، وهو عبارة عن عملية تحدث داخل الشخص والتي من خلالها يتأثر بالمحيط ويغير مشاعره. يُركّز مجال علم النفس على نحو تقليدي على العمليات الشخصية التي يسيطر فيها الشخص على عواطفه الفردية بشكل فردي بعيدًا عن السياق الاجتماعي. ومع ذلك، فإن النظريات الحديثة قد وسّعت من مفهوم تنظيم المشاعر ليشمل العمليات الشخصية، والتي يتم من خلالها تنظيم المشاعر مع أو عن طريق أشخاص آخرين. تؤكّد النماذج الشخصية على أن البشر مخلوقات اجتماعية نادراً ما تختبر مشاعرها بشكل فردي، وعوضًا عن ذلك فإنها تشارك عواطفها وتُعبّر عنها وتسيطر عليها بمساعدة الآخرين.

## المفهوم

### تنظيم المشاعر الشخصية الداخلية
يتضمن تنظيم المشاعر الشخصية الداخلية ضبط المشاعر الشخصية الخاصة بالشخص من خلال التفاعل الاجتماعي، مثل السّعي للحصول على الدعم الاجتماعي أو التشجيع من الآخرين. وتشمل الأمثلة طلب نصيحة أو مشورة من صديق ما، أو التنفيس عن موقف محرج لشريك، أو الانخراط في حديث عام كوسيلة للإلهاء عن الحزن. بالإضافة إلى تنظيم المشاعر السلبية، يسعى الأشخاص أيضًا إلى المبالغة في المشاعر الإيجابية من خلال مشاركة أخبارهم السارّة مع الآخرين. كما هو الحال في تنظيم المشاعر الشخصية، يحاول الأشخاص عادة استخدام تنظيم المشاعر الشخصية لتحسين حالتهم العاطفية عن طريق تقليل المشاعر السلبية أو زيادة المشاعر الإيجابية.

### تنظيم المشاعر الشخصية الخارجية
يشير تنظيم المشاعر الشخصية الخارجية إلى التأثير المُتعمّد على مشاعر الآخرين. وهي إحدى الطرق المتعددة التي تؤثر من خلالها العوامل الاجتماعية على مشاعر الفرد. تشمل الأمثلة حول ذلك، محاولة إسعاد صديق منزعج، أو محاولة إثارة شعور الشريك بالذنب بسبب تقصيره، أو محاولة تهدئة زميل يشعر بالضيق في العمل. توضّح هذه الأمثلة أن تنظيم المشاعر الشخصية قد يُستخدم في جعل الآخرين يشعرون بتحسّن أو بسوء حالتهم، على الرغم من أن جعل الآخرين يشعرون بالتحسُّن يبدو أكثر شيوعًا.

### ضمن مجموعات
تُعتبر العديد من حالات تنظيم المشاعر الشخصية، مثل تلك المذكورة أعلاه، بأنها ثنائية الطرف؛ وبمعنى آخر، تتضمن شخصًا واحد يحاول التأثير على مشاعر شخص آخر. ومع ذلك، يمكن أن يحدث تنظيم المشاعر الشخصية بين المجموعات الاجتماعية الأكبر. على سبيل المثال، في مكان العمل، قد يحاول القائد التأثير على مشاعر مجموعة كاملة من أتباعه ليجعلهم يشعرون بحماس واندفاع أكبر. أو في مجموعات الدعم، قد تعمل المجموعة بأكملها معًا للتأثير على مشاعر عضو ما من بينهم وذلك لتخفيف شعوره بالقلق أو الاكتئاب.
يُستخدم تنظيم المشاعر الشخصية ضمن معظم العلاقات الاجتماعية الهامة في حياتنا. في مجالات علم النفس التنموية والمرضية، أدرك الباحثون منذ فترة طويلة أن الناس يحاولون التأثير على مشاعر الآخرين (على سبيل المثال، تؤثر الأمهات على مشاعر أطفالهن، أو عندما يحاول اختصاصيون نفسيون تخفيف حزن مرضاهم). في الآونة الأخيرة، وثَّق علماء النفس الاجتماعي والتنظيمي أيضًا استخدام تنظيم المشاعر الشخصية في العلاقات العاطفية والعائلية، وفي مجموعة من بيئات العمل (مثل المستشفيات وشركات المحاماة ووكالات جمع الديون وفي السجون). قد يُستخدم تنظيم المشاعر الشخصية تجاه الغرباء كوسيلة لجعل التفاعلات الاجتماعية تعمل بشكل أكثر سلاسة.

### عمليات مرتبطة به
يتداخل تنظيم المشاعر الشخصية مع الدعم الاجتماعي، والذي يتضمن تقديم الدعم العاطفي أو المعلوماتي أو العملي للآخرين. تُحدّد نماذج تنظيم المشاعر الشخصية الدعم الاجتماعي في إطار الأهداف التنظيمية لتحسين مشاعر الفرد (من خلال السعي وراء الحصول على الدعم) أو شخص آخر (من خلال تقديم الدعم). تتضمن آليات تنظيم المشاعر الخاصة بالدعم الاجتماعي، النشر المُتعمّد (على سبيل المثال، الابتعاد عن الأفكار السلبية والاتجاه نحو المناقشة) والتغيير الإدراكي (على سبيل المثال، التشجيع على «النظر إلى الجانب المُشرق» أو تغيير التفسير السلبي لأحدهم في مواقف معينة).
يتقاسم تنظيم المشاعر الشخصية أيضًا روابط مع العمليات الأخرى التي يؤثر من خلالها الأشخاص على مشاعر الآخرين، مثل عدوى المشاعر، والتي «تنبض» فيها مشاعر شخص ما من قبل شخص آخر كنتيجة لتفاعل ما بينهما (على سبيل المثال، إذا عانى شخص ما من يوم سيئ، فإنه قد «ينقل» مزاجه السيئ إلى أصدقائه). وبالمثل، فإن إخبار الآخرين عن تجاربنا العاطفية (يُطلق عليه المشاركة الاجتماعية للمشاعر) يمكن أن يؤدي أيضًا إلى شعور الآخرين بما نشعر به. يتحدّد الفرق بين هذه العمليات وتنظيم المشاعر الشخصية على أساس مستوى المعالجة لكل منهما. إذ يُعتبر تنظيم المشاعر الشخصية عملية خاضعة للسيطرة، حيث يحاول الشخص عن عَمد تغيير الطريقة التي يشعر بها الآخرون. في المقابل، يُعتقد أن عدوى المشاعر هي عملية تلقائية نسبياً، ودون وعي مُسبق من قِبَل الشخص، في حين تنخرط المشاركة الاجتماعية أكثر بالوعي، ولكنها تفتقر عادة إلى نوايا الشخص في التأثير على مشاعر الآخرين. يرتبط تنظيم المشاعر الشخصية بالعمل العاطفي وتنظيم المشاعر، كجزء من دور الشخص الوظيفي. في حالة العمل العاطفي، يُطلب من الموظف (عادةً ما يكون موظف خدمة أو في دور الرعاية) السيطرة على مشاعره كجزء من الوظيفة (على سبيل المثال، «الابتسام عند تقديم الخدمة»). نظرًا لأنه قد يُطلب من الموظفين أيضًا السيطرة على مشاعر زبائنهم أو عملائهم كجزء من عملهم (على سبيل المثال، يُطلب من جامعي الديون إثارة القلق لدى المدينين لتشجيعهم على سداد الدفعة)، يمكن أن يُستخدم تنظيم المشاعر الشخصية كشكل من أشكال العمل العاطفي.
هناك عملية أخرى مرتبطة بتنظيم المشاعر الشخصية وهي التأثير الشخصي، والذي يتضمن محاولة تغيير مواقف و/ أو سلوكيات الآخرين. إذ إن الفرق الرئيسي، هو أن تنظيم المشاعر الشخصية يهتم بالدرجة الأولى بتغيير مشاعر الآخرين؛ تُعتبر أي تغييرات في المواقف أو السلوكيات ثانوية التأثير على المشاعر.

## الاستراتيجيات المُتّبعة
هناك المئات من الاستراتيجيات التي يمكن للناس اتباعها للتأثير على مشاعر الآخرين. أدت سلسلة من الدراسات التي صرّح عنها نيفن وزملاؤه إلى وضع ما يقرب 400 إستراتيجية فريدة من نوعها، إذ يمكن التمييز بينها بشكل أساسي وفقًا لما إذا كانت تُستخدم لتحسين مشاعر الآخرين أو جعلها أسوأ. هناك فرق رئيسي آخر بين الاستراتيجيات التي تضع الشخص في موقف معين يتسبب في نشوء المشاعر عنده (على سبيل المثال، محاولة جعل الشخص يرى موقفًا في ضوء مختلف) أو تلك المواقف التي تصرف انتباه الشخص (مثل إلقاء الدعابات معه).
أشارت الأبحاث المستندة إلى تصنيف نيفين وزملائه إلى أن أنواع الاستراتيجيات المتميزة تلك لها تأثيرات مختلفة على راحة الأشخاص الذين يستخدمونها وأيضًا على الأشخاص الذين مورست عليهم. قد تكون لها آثار مختلفة بحسب نوع العلاقة بين الطرفين.
هناك طريقة مختلفة للتمييز بين استراتيجيات تنظيم المشاعر الشخصية تكون وفقًا لمرحلة الشعور التي ترتكز عليها. استنادًا إلى نموذج عملية جيمس غروس للمشاعر، اقترح بعض الباحثين وجود فرق بين الاستراتيجيات التي تحاول تغيير المشاعر الداخلية التي يشعر بها الشخص والاستراتيجيات التي تحاول تغيير المشاعر التي يُعبّر عنها الشخص خارجيًا.

## في علم الأمراض النفسية
قد تساهم أنماط عدم تنظيم المشاعر بين الأشخاص في نشوء اضطرابات متعلقة بالصحة العقلية.

### اضطرابات القلق
تُستدم اضطرابات القلق عن طريق تجنب محرضات الخوف. يمكن أن تشمل السلوكيات التجنبية هذه وجود «أشخاص آمنين»، والذين يخففون من حالة القلق التي يواجهها الفرد بينما يعززون سلبًا تجنبه.على سبيل المثال، قد يطلب الشخص المصاب باضطراب الذعر من شريكه إيصاله إلى العمل، ما يقلل من خوفه من التعرض لنوبة الذعر أثناء القيادة. قد يؤدي هذا النمط إلى الاعتماد على الآخرين والإسهام في استمرار تجنبه (مثل قيادة السيارة بمفرده). هناك إستراتيجية أخرى تُستخدم في علاج اضطرابات القلق وهي البحث عن الطمأنينة. على سبيل المثال، قد يعتمد شخص مصاب باضطراب الوسواس القهري على زميله في الغرفة ليؤكد له أن الأبواب قد أُغلقت، أو قد يطلب الشخص المصاب باضطراب القلق العام من شريكه إثباتًا على حبه كنوع من الطمأنينة.

### الاكتئاب
يعاني الأفراد المصابون بالاكتئاب من تفاعلات شخصية عاجزة عن التأقلم مع المجتمع، ما يساهم في ظهور أعراض الاكتئاب لديهم. تتضمن هذه السلوكيات مزيدًا من السلبية المُعبّر عنها (على سبيل المثال، النقد واللوم والمطالبة والهجر) تجاه الشريك العاطفي، والبحث عن ردود الفعل السلبية. يُعتبر البحث عن الطمأنينة المُفرطة  أيضا عاملًا من عوامل الضعف للاكتئاب. ومع ذلك، يقترح ماروكين (2011)، تنظيم العاطفة التكيفية الشخصية باعتبارها آلية للتأثيرات الإيجابية للدعم الاجتماعي. قد يساعد التفاعل الاجتماعي الذي يصرف الانتباه عن التفكير السلبي الذاتي ويشجع على إعادة التقييم الإدراكي في التخفيف من حالة الاكتئاب.

### اضطراب الشخصية الحدي
وفقًا لنظرية علم الاجتماع الحيوي، يطوّر الأشخاص المصابون باضطراب الشخصية الحدي تعبيرهم العاطفي بشدة جزئيًا، لأنهم قد تم تحصينهم طوال فترة التطور. على سبيل المثال، مراهقة ذات حساسية عاطفية شديدة، لا تأخذها عائلتها على محمل الجد حتى تُهدّدهم بأنها ستحاول الانتحار. في حال استجابت عائلتها إلى التعبيرات العاطفية الشديدة، فإن الفتاة ستتعلم الاستمرار في التعبير عن مشاعرها بهذه الطريقة. يُعتبر التنفيس إستراتيجية أخرى لتنظيم المشاعر الشخصية الذي يرتبط بأعراض اضطراب الشخصية.

### العلاج النفسي
تستهدف أنواع معينة من العلاج النفسي عوامل شخصية وذلك لتحسين راحة الشخص. يطرح العلاج السلوكي الجدلي، الذي طُوّر في الأصل للأشخاص الذين يعانون من اضطراب الشخصية الحدي مستوى فعالية العلاقات الشخصية، والتي تشمل مجموعة متنوعة من المهارات الخاصة بالتعبير عن المشاعر بطريقة واضحة ومقبولة اجتماعيًا. يُعتبر التدريب التوكيدي تدخلًا سلوكيًا يُعلّم مهارات التوكيد اللفظي وغير اللفظي لكبح القلق.